# Благословени Жерар
Благословени Жерар (фр. Frère Gérard; око 1040, Амалфи — 3. септембар 1120) био је оснивач витешког реда Хоспиталаца (Јовановаца), као и први Велики мајстор тог витешког реда и витешког реда Светог Лазара Јерусалимског (1099-1120).

## Пре Првог крсташког рата
Жерар је око 1180. године основао болницу у Јерусалиму, где је примао рањене ходочаснике. Њему су се придружили бројни монаси, али су га убрзо протерали Арапи. Придружио се Крсташима и активно лечио рањенике током Опсаде Јерусалима. Склониште је ускоро дошло под заштиту јерусалимског краља, а после тога и самог папе. Тада су монаси прерасли у формални, војни, верски и мадицински, а име Јовановци су добили по цркви Светог Јована Крститеља у којој су подигли болницу.

## Жерар као Велики Мајстор
Жерар је 1099. године постао Велики мајстор витезова Хоспиталаца (Јовановаца). Папином булом 15. фебруара 1113. године ред је званично признат. Умро је 3. септембра 1120. године. Жерар је касније проглашен за католичког свеца.